# إقليم النواصر
إقليم النواصر (بالفرنسية: province de Nouaceur)‏ هو واحد من الأقاليم المغربية التي تقع جهة الدار البيضاء سطات. إثر التقسيم الجهوي الجديد. الإقليم يضم 236.119 نسمة (إحصاء 2004).و عاصمته هي القطب الحضاري للنواصر أو مدينة النواصر. ويعتبر إقليم النواصر منطقة صناعية مهمة وواعدة، حيث استقرت كبريات الشركات الصناعية العالمية خصوصا صناعة الطيران. كما يوجد إقليم النواصر أكبر مطار في المغرب وهو مطار محمد الخامس الدولي.
منطقة النواصر منطقة سهلية فلاحية لازالت تقاوم الزحف الحضري بقوة ومناخ الاقليم مناخ قاري رطب، بحيث تعرف مدينة النواصر بمدينة الضباب بسبب الغطاء النباتي المنخفظ الارتفاع والموجود بكثافة.
لا يعتبر الاقليم مكانا سياحيا رغم وجود العديد من الفنادق المصنفة لأن ارتباطها أكبر بدورها الصناعي والتجاري بوجود المطار الدولي.

## المناطق الكبرى
| الجماعة    | عدد السكان (2 شتنبر 1994) | عدد السكان (2 شتنبر 2004) | عدد السكان ( شتنبر 2014) | ملاحظة      |
| ---------- | ------------------------- | ------------------------- | ------------------------ | ----------- |
| النواصر    | 9.986                     | 12.696                    | 23.802                   | بلدية       |
| بوسكورة    | 22.788                    | 92.259                    | 103.026                  | بلدية       |
| دار بوعزة  | 45.102                    | 115.367                   | 191.745                  | بلدية       |
| أولاد صالح | 12.016                    | 15.797                    | 15.015                   | جماعة قروية |
| أولاد عزوز | ؟؟                        | ؟؟                        | ؟؟                       | جماعة قروية |

السكان القانونيون لإقليم النواصر حسب نتائج الإحصاء العام  للسكان و السكنى 2014
| الإقليم - البلدية - الجماعة | المغاربة | الأجانب | السكان  | الأسر  |
| --------------------------- | -------- | ------- | ------- | ------ |
| النواصر (بلدية)             | 23.731   | 71      | 23.802  | 4.913  |
| بوسكورة (بلدية)             | 102.810  | 216     | 103.026 | 23.319 |
| دار بوعزة (بلدية)           | 150.623  | 750     | 151.373 | 35.998 |
| أولاد عزوز (جماعة قروية)    | 40.349   | 23      | 40.372  | 9.165  |
| أولاد صالح (جماعة قروية)    | 15.015   | 16      | 15.031  | 3.316  |